# Еміль Целльнер
Еміль Целльнер (нім. Emil Zellner; 3 грудня 1889, Єцельсдорф — 9 січня 1946, Відень) — австрійський і німецький офіцер, генерал-лейтенант вермахту.

## Біографія
Син директора школи Еміля Целльнера і його дружини Антонії, уродженої Рід. 18 серпня 1908 року поступив на службу в австро-угорську армію. Учасник Першої світової війни. Після війни продовжив службу в австрійській армії. Після аншлюсу 13 березня 1938 року автоматично перейшов у вермахт, в штаб 5-го групового командування. З 26 серпня 1939 року — обер-квартирмейстер 14-ї армії, з 4 жовтня 1939 року — командування прикордонної зони «Південь». З 14 жовтня 1939 року — командир 243-го піхотного полку. 7 червня 1940 року відправлений у резерв ОКГ. З 1 липня 1940 року — начальник генштабу заступника командира 17-го армійського корпусу у Відні. З 25 січня 1943 року — командир 373-ї піхотної дивізії. 5 серпня 1943 року знову переведений в резерв ОКГ. 10 жовтня 1943 року відряджений до командувача військами у Бельгії-Північній Франції. З 15 лютого 1944 року — комендант 520-ї вищої польової комендатури. З 20 квітня 1944 року — командувач оперативною зоною «Східна Угорщина». 8 жовтня 1944 року відправлений у резерв фюрера. З 25 жовтня 1944 року — інспектор служби комплектування в Інсбруку.

## Звання
- Кадет-виконувач обов'язків офіцера (1 вересня 1908)
- Лейтенант (1 травня 1911)
- Обер-лейтенант (1 серпня 1914)
- Гауптман (17 серпня 1917)
- Титулярний майор (8 липня 1920)
- Штабс-гауптман (1 березня 1923)
- Майор (21 лютого 1930)
- Оберст-лейтенант (15 грудня 1930)
- Оберст (20 січня 1934)
- Генерал-майор (1 квітня 1941)
- Генерал-лейтенант (1 квітня 1943)

## Нагороди
- Ювілейний хрест (1908)
- Пам'ятний хрест 1912/13
- Бронзова та срібна медаль «За військові заслуги» (Австро-Угорщина) з мечами
- Хрест «За військові заслуги» (Австро-Угорщина) 3-го класу з військовою відзнакою і мечами
- Військовий Хрест Карла
- Залізний хрест 2-го класу
- Медаль «За поранення» (Австро-Угорщина) для інвалідів
- Пам'ятна військова медаль (Австрія) з мечами
- Золотий почесний знак «За заслуги перед Австрійською Республікою»
- Хрест «За вислугу років» (Австрія) 2-го класу з мечами (25 років)
- Почесний хрест ветерана війни з мечами
- Медаль «За вислугу років у Вермахті» 4-го, 3-го, 2-го і 1-го класу (25 років)
- Нагрудний знак «За поранення» в чорному
- Застібка до Залізного хреста 2-го класу (19 вересня 1939)
- Залізний хрест 1-го класу (8 жовтня 1939)
- Хрест Воєнних заслуг
  - 2-го класу з мечами (30 січня 1942)
  - 1-го класу з мечами (20 квітня 1942)
- Військовий орден Залізного трилисника 1-го класу (Хорватія)
- Орден Корони короля Звоніміра 1-го класу із зіркою (Хорватія)